# Abax parafaber
Abax parafaber är en skalbaggsart som beskrevs av Hendrik Freitag. Abax parafaber ingår i släktet Abax och familjen jordlöpare. Inga underarter finns listade i Catalogue of Life.